# Piper inaequale
Piper inaequale är en pepparväxtart som beskrevs av C. Dc.. Piper inaequale ingår i släktet Piper och familjen pepparväxter. Inga underarter finns listade i Catalogue of Life.